# Heiner Boehncke

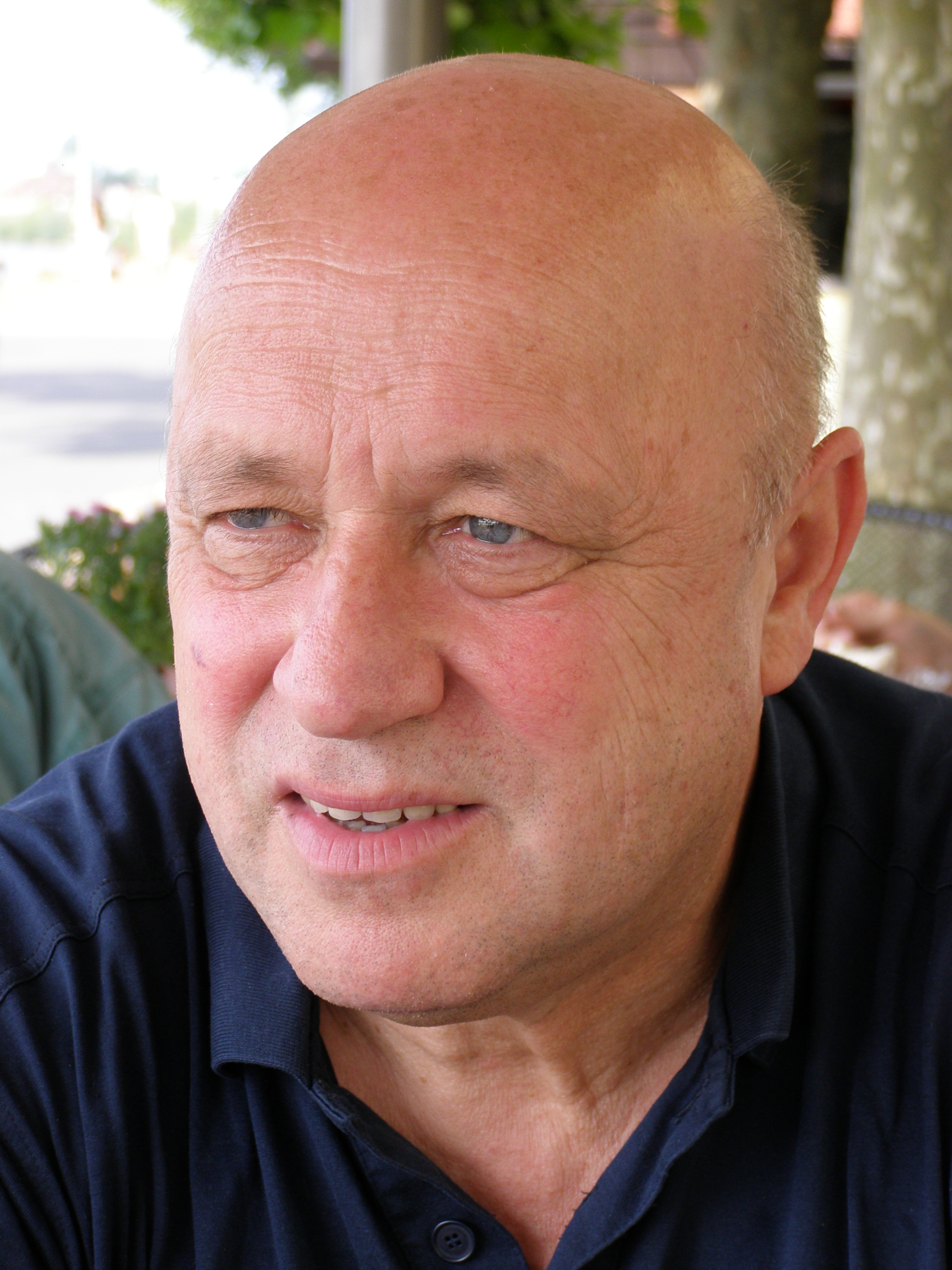
Heiner Boehncke, Juni 2007

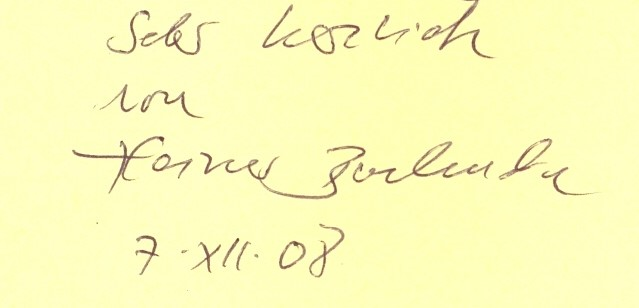
Widmung Boehnckes

Heiner Boehncke (* März 1944 in Schwarzenfels) ist ein deutscher Autor und Literaturwissenschaftler.

## Leben
Nach dem Studium der Germanistik, Romanistik und Philosophie war Boehncke Hochschullehrer für allgemeine und vergleichende Literaturwissenschaft in Frankfurt am Main und Bremen. Seine Freie Mitarbeit bei Radio Bremen besteht seit 1983. 1988 war er als Leiter der Öffentlichkeitsarbeit beim Hessischen Rundfunk tätig. Ab 1998 wurde er Literaturredakteur im Programmbereich Kultur und Wissenschaft.
Boehncke war der „Coach“ des Pfungstädter Kulturpreisprojektes „Pfungstadt schreibt ein Buch“. Er ist in Literatur- und Schreibinitiativen tätig. Boehncke ist Autor von Veröffentlichungen u. a. zur Literaturgeschichte und zur Geschichte des Räuberwesens. 2004 erschienen bei Cornelsen-Scriptor seine Schulbücher „Kreatives Schreiben für die 3. und 4. Klasse“ und „… für die 5. bis 8. Klasse“.
Außerdem ist er Verfasser einer im deutschsprachigen Raum einmaligen Darstellung der französischen Schriftstellergruppe Oulipo und ihrer Schreibverfahren. Das Buch ist im manholt-Verlag erschienen. Seit 2003 bemüht sich Heiner Boehncke gemeinsam mit einigen Schriftstellern um die Etablierung einer deutschen Sektion von Oulipo.
Bis 2010 war er Sprecher des 2004 gegründeten Hessischen Literaturrats e. V., der dazu dienen soll, „die reiche literarische Tradition Hessens einer breiteren Öffentlichkeit bewusst zu machen und somit zur kulturellen Identität des Landes beizutragen.“
Seit 2004 organisiert er als „Künstlerischer Leiter“ das Rheingau Literatur Festival, das vom Rheingau Musik Festival betreut wird.
2006 wurde Heiner Boehncke offizieller Botschafter der Schauenburger Märchenwache in Breitenbach bei Kassel.
2006 gründete Boehncke zusammen mit 30 Studentinnen und Studenten der Johann Wolfgang Goethe-Universität Frankfurt am Main den „Literaturbetrieb e. V.“, der die Organisation und Durchführung von Exkursionen und literarischen Veranstaltungen anbietet.
Neben seiner Lehrtätigkeit an der Universität Frankfurt unterrichtete Boehncke auch am Deutschen Literaturinstitut Leipzig.
Heiner Boehncke ist Mitglied im PEN-Zentrum Deutschland.
Er lebt in Ortenberg am Rand des Vogelsbergs.

## Auszeichnung
Für die „entscheidende Prägung der Kultur- und Literaturszene in Hessen“ wurde ihm am 30. September 2012 die Goethe-Plakette verliehen, der höchsten Auszeichnung des Hessischen Ministeriums für Wissenschaft und Kunst.

## Veröffentlichungen (Auswahl)
- mit Johannes Beck, Klaus Bergmann (Hrsg.): Das B. Traven-Buch. Rowohlt, Reinbek 1977, ISBN 978-3-499-16986-1.
- mit Harro Zimmermann (Hrsg.): Reiseziel Revolution. Berichte deutscher Reisender aus Paris: 1789–1805. Rowohlt, Reinbek 1988, ISBN 3-499-18500-8.
- mit Hans Sarkowicz: Grimmelshausen. Leben und Schreiben. Vom Musketier zum Weltautor. Eichborn, Frankfurt am Main 2011, Reihe Die Andere Bibliothek, ISBN 978-3-8477-2020-1.
- mit Hans Sarkowicz: Was niemand hat, find ich bei Dir. Eine Frankfurter Literaturgeschichte. Verlag Philipp von Zabern, Mainz 2012, ISBN 978-3-8053-4498-2.
- mit Hans Sarkowicz: Wir drucken nur Bücher, die wir selber lesen möchten. Die Geschichte der Anderen Bibliothek in Gesprächen. AB – Die Andere Bibliothek, Berlin 2014, ISBN 978-3-8477-3000-2, Inhaltsverzeichnis.
- mit Phoebe Alexa Schmidt: Marie Hassenpflug. Verlag Philipp von Zabern, Darmstadt 2014, ISBN 978-3-8053-4536-1.
- mit Hans Sarkowicz: Der fremde Ferdinand. Märchen und Sagen des unbekannten Grimm-Bruders. Die andere Bibliothek, Berlin 2020. ISBN 978-3-8477-0428-7.
- mit Hans Sarkowicz: Märchen und so viel mehr. Eine Hanauer Literaturgeschichte. Hanauer Geschichtsblätter 53, VDS Verlagsdruckerei Schmidt, Neustadt an der Aisch 2021, ISBN 978-3-935395-36-6.